# Sudislawl
Sudislawl (russisch Судиславль) ist eine Siedlung städtischen Typs in der Oblast Kostroma in Russland. Sie hat 4913 Einwohner (Stand 14. Oktober 2010) und ist Verwaltungszentrum des gleichnamigen Landkreises (Rajons).

## Geschichte
Ausgehend vom Namen assoziierte man die Stadt lange Zeit mit Fürst Sudislaw, dem Sohn vom Kiewer Fürst Wladimir I., der im 11. Jahrhundert lebte. Allerdings gibt es weder schriftliche noch archäologische Bestätigungen, dass die Stadt bereits zu dieser Zeit gegründet wurde. Inzwischen geht man davon aus, dass Sudislawl im 16. Jahrhundert als eine Festung im Zuge der Moskau-Kasan-Kriege gegründet wurde. Der Name, der auf die prämongolische Zeit hindeutet, kann von einem benachbarten Dorf herrühren, das nach einem Bojaren namens Sudislaw benannt war.
1758 wurde die Verklärungs-Kathedrale errichtet. 1854 hatte der Ort 1030 Einwohner, im Jahre 1895 waren es 1720. Von 1719 bis 1925 hatte Sudislawl Stadtrechte inne.
1969 wurde im früheren Haus des Händlers Kokorew ein historisches Museum eingerichtet.

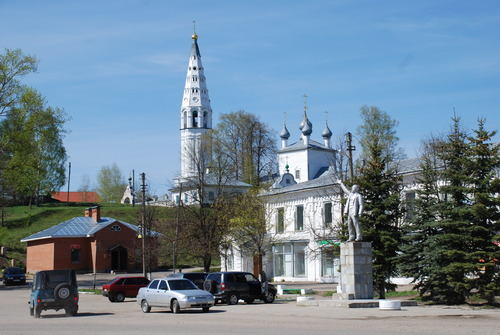
Zentralplatz
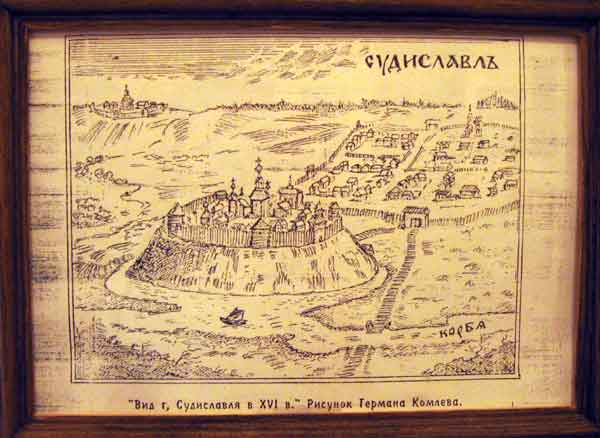
Sudislawl im 16. Jahrhundert

### Bevölkerungsentwicklung
| Jahr | Einwohner |
| ---- | --------- |
| 1897 | 1362      |
| 1939 | 2423      |
| 1959 | 3307      |
| 1970 | 4662      |
| 1979 | 5495      |
| 1989 | 5783      |
| 2002 | 5373      |
| 2010 | 4913      |

Anmerkung: Volkszählungsdaten

## Wirtschaft
Der Ort hat Holz- und Lebensmittelindustrie. Außerdem wird Landwirtschaft betrieben, unter anderem Romanov-Schafzucht und Pelztierzucht.